# Claire McCardell
Claire McCardell (24 mai 1905 – 22 mars 1958) était une créatrice de mode américaine, sans doute celle qui fut le plus activement à l'origine du Prêt-à-porter américain. Elle crée des vêtements confortables, décontractées, et faciles à porter au quotidien.

## Biographie
Entre les années 1930 et 1950, elle a bouleversé l'habillement féminin par des modèles simples, fonctionnels et bien coupés, tout en s'adaptant aux contraintes de la production de masse.
Durant la Seconde Guerre mondiale, alors que la France est occupée et que son prestige en termes de mode diminue, la ligne pratique de vêtements de sport réalisés en coton et en jersey de laine par Claire McCardell participe à la naissance d'un style américain et du sportswear.
Elle eut tant d'influence sur la mode contemporaine que le magazine Life l'a présentée en 1990 comme l'une des 100 Américains les plus importants du XXe siècle. En 1994 la journaliste de mode Bernadine Morris l'a même qualifiée de « meilleure créatrice de ce pays » dans le New York Times. Elle est également parfois définie comme « la styliste la plus étroitement associée au prêt-à-porter américain ».
Souvent assimilée dans son domaine au designer Frank Lloyd Wright et à la chorégraphe Martha Graham pour sa modernité, McCardell a été la figure emblématique de l'American Look, style vestimentaire trouvant ses racines dans les tenues de sport, à la fois facilement portable et chic. Le travail de Claire McCardell a contribué à détacher l'esthétique américaine de l'emprise française.